# Vatne
Vatne – wieś w Norwegii, w okręgu Møre og Romsdal, w gminie Haram. W 2009 roku liczyła 1667 mieszkańców. Jej powierzchnia wynosi 1,78 km².